# Björn Borg
Pour l’article homonyme, voir Björn Borg (natation) pour le nageur suédois.
Pour les articles homonymes, voir Borg.
Ne doit pas être confondu avec Biorn Borg.
Björn Rune Borg, né le 6 juin 1956 à Stockholm et ayant passé sa jeunesse à Södertälje, est un joueur de tennis professionnel suédois, dont la carrière s'étend de 1973 à 1984. Il fait un retour en 1991 pour prendre sa retraite définitive en 1993.
Borg a remporté 64 titres sur le circuit ATP pour un total de 100 titres, dont quatorze tournois majeurs, incluant onze titres du Grand Chelem et deux Masters.
Considéré comme l'un des plus grands joueurs de tous les temps,,, il s'est particulièrement illustré à Roland-Garros, où il a longtemps détenu, avant Rafael Nadal, le record de six titres, remportés entre 1974 et 1981 ; ainsi qu'à Wimbledon, qu'il s'est adjugé cinq fois consécutivement, entre 1976 et 1980, un record en ère open partagé avec Roger Federer. Il possède en outre le record de trois doublés Roland-Garros et Wimbledon dans la même saison, réalisés successivement en 1978, 1979 et 1980, ainsi que le meilleur ratio masculin de victoires en ère open, avec 83,09 % de réussite (639 victoires pour 130 défaites) et le meilleur ratio sur les tournois du Grand Chelem : 89,81 % de victoires (141 victoires pour 16 défaites).
Finaliste de l'US Open à quatre reprises, Björn Borg devient numéro un mondial en 1977, et achève deux saisons au sommet du classement ATP, en 1979 et 1980. Il totalise 109 semaines cumulées à la tête de l'ATP World Tour, et est élu meilleur joueur ATP cinq années de suite, de 1976 à 1980. Il est sacré champion du monde par l'ITF à trois reprises, en 1978, 1979 et 1980.
En 1975, il remporte la Coupe Davis avec l'équipe de Suède.
Icône du tennis des années 1970 et début 1980, Borg eut une carrière atypique, n'ayant participé qu'une seule fois à l'Open d'Australie, et ayant pris subitement sa première retraite sportive à seulement vingt-six ans, après onze années passées sur le circuit professionnel.
En 2005, les journalistes américains de Tennis Magazine le placent au 5e rang des « quarante plus grands champions de tennis de ces quarante dernières années »[réf. souhaitée]. Il fait son entrée au International Tennis Hall of Fame en 1987.
En 2018, son fils Leo Borg remporte le championnat de Suède des moins de 16 ans.

## Carrière

### Les débuts
Björn Borg commence le tennis à l'âge de 9 ans, avec la raquette (dorée) que son père lui offre, gagnée lors d'un tournoi de tennis de table. Il commence par jouer contre la porte de son garage, puis ses parents l'inscrivent au club local. En 1967, à 11 ans, il remporte un premier tournoi, et l'année suivante il fait son entrée au club historique de Stockholm.
Lennart Bergelin, le sélectionneur de l'équipe suédoise de Coupe Davis, le repère en 1970 et le prend en charge avec l'aide de la fédération. Il commence alors, à 13 ans, une tournée à travers l'Europe, passe de nombreuses heures à l'entraînement et participe aux tournois internationaux junior.
La consécration vient en 1971 lorsqu'il remporte le championnat du monde junior. Il joue en fin d'année son premier tournoi senior à Stockholm et perd au premier tour.
Au grand étonnement de tous, il remporte ses deux simples et son double lors de sa première participation à la Coupe Davis en 1972, à 15 ans. Il est alors le plus jeune joueur à disputer une rencontre de Coupe Davis. Il remporte cette année-là le tournoi Junior de Wimbledon et de nouveau le championnat du monde junior et prend part à plusieurs tournois, Madrid d'abord puis Bastad et San Francisco ainsi que Stockholm avec, au passage, un premier tour préliminaire à l'US Open.

### Carrière professionnelle

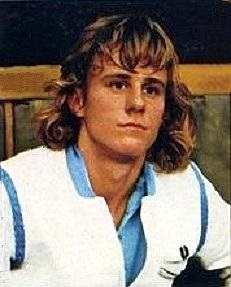
Bjorn Borg en 1974.
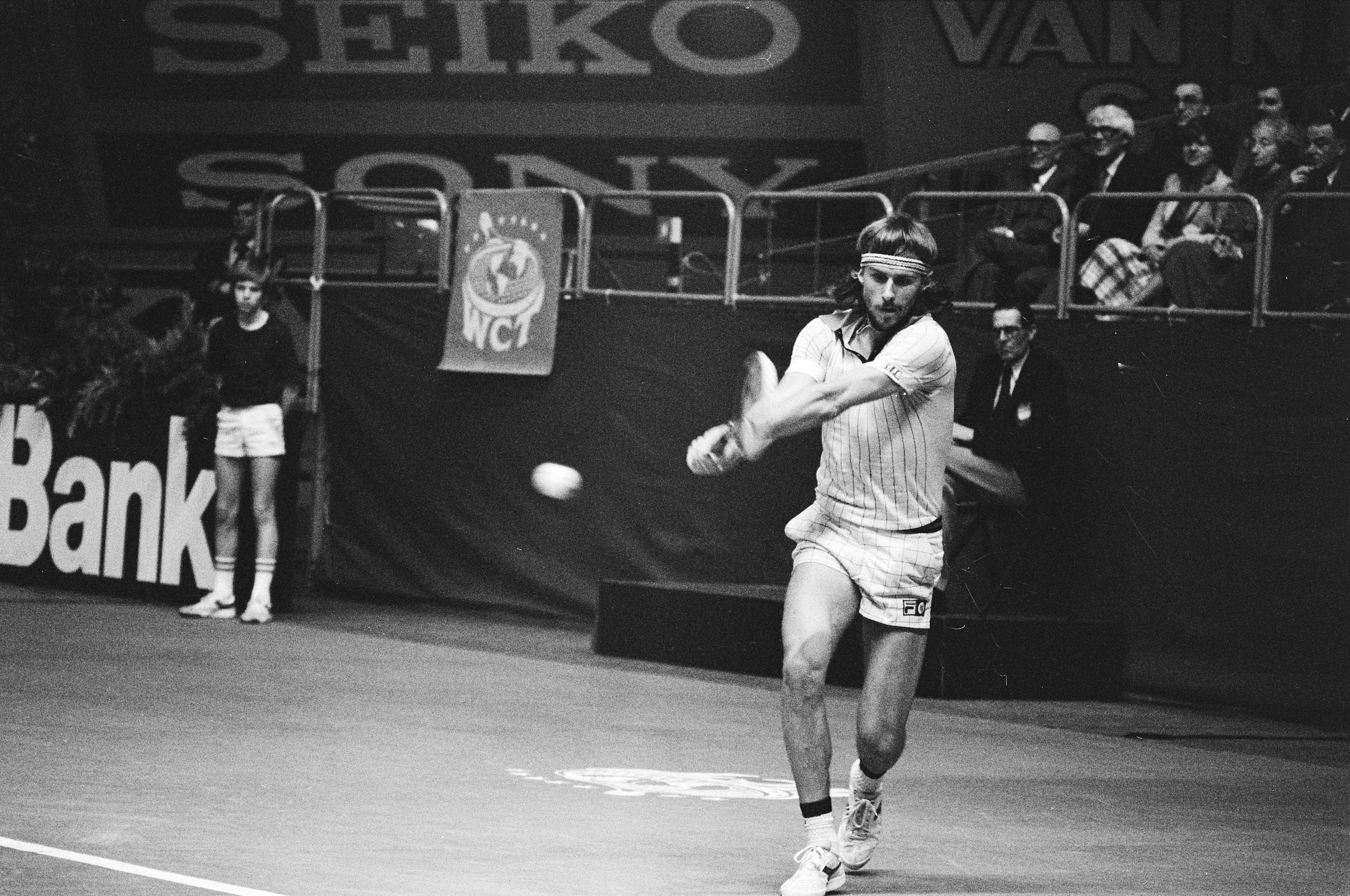
Finale remportée contre John McEnroe à Rotterdam en 1979.
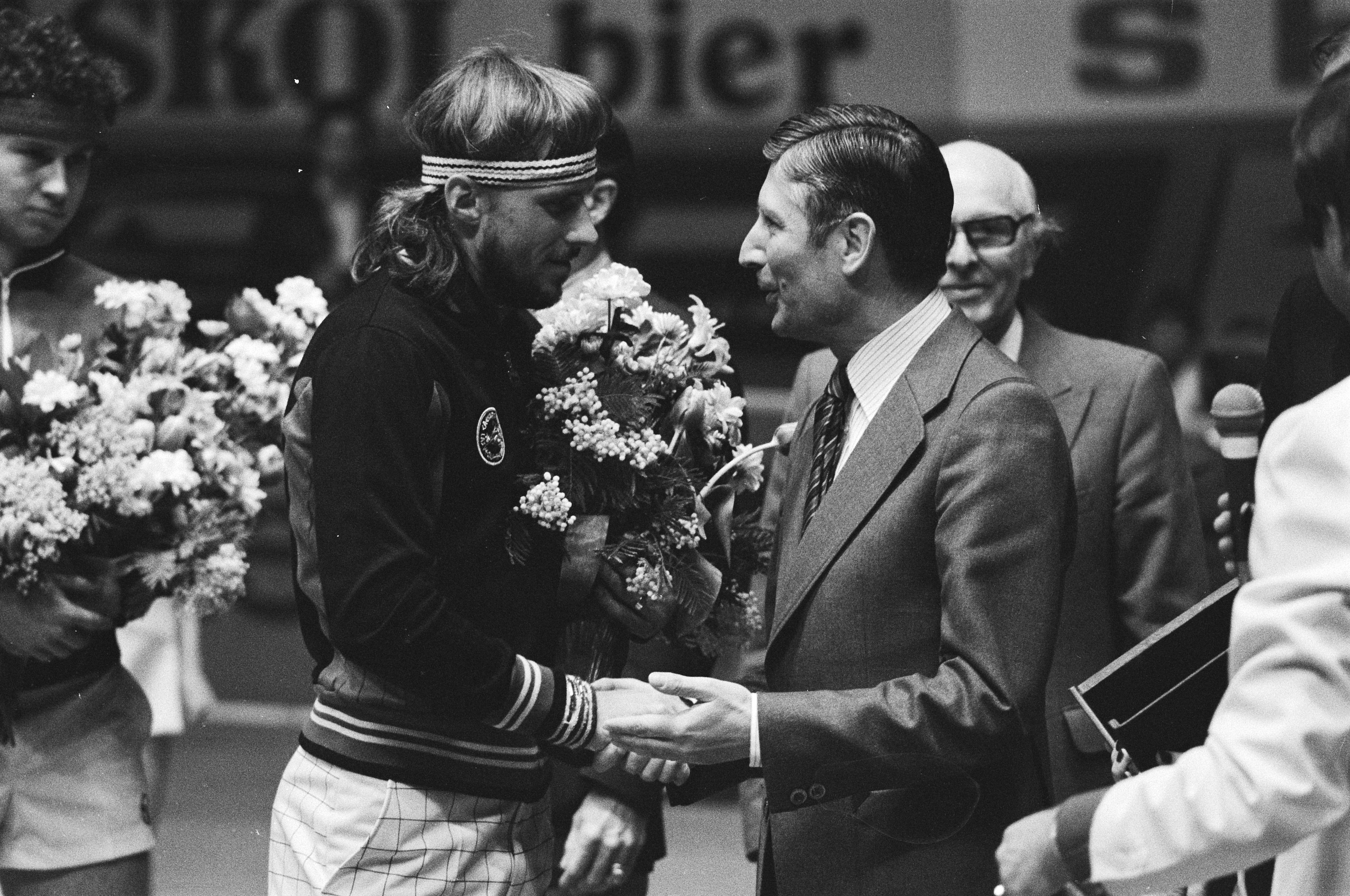
Van Agt felicite Björn Borg en 1979

Borg gagne un titre à Helsinki en février 1973. Il n'a alors pas encore 17 ans et passe professionnel. Pour son premier tournoi, il atteint en avril la finale du Monte-Carlo. En mai, il dispute deux rencontres de Coupe Davis, il remporte trois simples pour une défaite, laquelle sera sa dernière dans cette compétition. Pour son premier Roland-Garros, il atteint les huitièmes de finale et pour son premier Wimbledon les quarts, tandis qu'à l'US Open, il échoue en huitième. Après des finales à Beckenham, San Francisco et Stockholm, il doit abandonner en finale de Buenos Aires.
C'est en 1974 qu'il jouera son unique Open d'Australie, où il sera éliminé en huitièmes de finale. Il remporte ensuite son premier tournoi chez les pros à Auckland et ensuite les titres à Oslo, Londres et Sao Paulo avant sa première grande victoire à Rome suivie de la consécration à Roland-Garros, où il est le plus jeune joueur du tableau, à 18 ans. Il joue cette année son premier Masters.
En 1975, il est de nouveau sacré à Roland-Garros et atteint les demi-finales à l'US Open. En fin d'année, il parvient en finale du Masters et conclut l'année en remportant le premier Saladier d'Argent pour la Suède en Coupe Davis.
À Roland-Garros 1976, il joue un huitième de finale compliqué qu'il qualifiera, lors de la conférence de presse après la rencontre, de « match le plus dur de sa carrière » : face au local acclamé par son public, François Jauffret, il dut disputer un cinquième set pour remporter le match 6-4, 6-2, 3-6, 4-6, 10-8, au bout de 4 h 30 et 55 jeux sous une chaleur torride. Après ce match marathon, il perd en quarts contre Adriano Panatta mais se console très vite en remportant son premier Wimbledon sans perdre un set. Premier échec à l'US Open où il s'incline sur la terre battue verte de Forest Hills, face à Connors. Il est élu joueur de l'année par l'Association of Tennis Professionals.
Interdit de Grand Chelem français en 1977 comme tous les joueurs en contrat avec la World Team Tennis, il remporte un deuxième Wimbledon d'affilée. Le 23 août, il devient no 1 mondial au classement ATP, mais il subit un nouvel échec à l'US Open où il doit abandonner en quart. Il finit l'année avec une nouvelle finale au Masters.
Il réalise en 1978 son premier doublé Roland-Garros - Wimbledon en dominant largement tous ses adversaires à Paris, ainsi que sur le gazon londonien où il sera mené 2 sets à 1 au premier tour face à Victor Amaya (score final 8-9, 6-1, 1-6, 6-3, 6-3) ; il ne lâchera ensuite plus qu'un seul set contre Jaime Fillol. Après avoir empêché Jimmy Connors pour la seconde fois de remporter la finale de Wimbledon, il perd sa seconde finale de l'US Open (disputé sur surface dure, à Flushing Meadows). Il est no 1 mondial en fin d'année et déclaré champion du monde par l'International Tennis Federation.
En 1979, il réalise un nouveau doublé à Paris et Londres. Il remonte de 2 sets à 1 en finale de Wimbledon face au grand serveur Roscoe Tanner. Celui-ci prendra sa revanche en quarts de finale à l'US Open. Il remporte enfin son premier Masters en battant Tanner sur sa route.
1980 sera sa plus belle année puisqu'il réalise son troisième et dernier doublé terre battue et gazon, parvient une nouvelle fois en finale de l'US Open et remporte les Masters. C'est lors de Wimbledon qu'il joue son match le plus célèbre, celui contre John McEnroe en finale : il remporte le match et s'adjuge un cinquième titre d'affilée dans ce tournoi. John McEnroe le bat par la suite en finale de l'US Open. Il est pour la deuxième fois no 1 mondial en fin d'année.
Borg ne jouera que neuf tournois ATP en 1981, gagnant Roland-Garros pour la sixième fois, mais échouant cette fois à Wimbledon contre son rival gaucher McEnroe. Après avoir remporté le premier set 6-4, Borg perd les trois suivants dont deux au tie break (6-4, 6-71, 6-74, 4-6). McEnroe consolidera d'ailleurs sa domination nouvelle sur lui en s'imposant en finale de l'US Open. Borg reçoit des menaces de mort quelques jours avant la finale. Après sa défaite, il quitte aussitôt le court sans participer à la remise des prix et aux interviews. Il joue ensuite à Genève et Tokyo fin octobre, et part en semi-retraite.
Björn Borg : « Je sais que cela paraît fou, mais je n'ai absolument pas été déçu (sa défaite à Wimbledon en 1981). De retour au vestiaire, je n'étais pas triste. C'était étrange. Lorsque je suis rentré à l'hôtel, je n'ai plus repensé à la défaite. J'ai alors réalisé que quelque chose ne tournait plus rond. Ce scénario s'est répété à l'US Open, quelques mois plus tard. Après la victoire de John McEnroe, j'ai directement filé à la maison que je possédais alors à Long Island. J'ai sauté dans la piscine comme un vacancier. Là, en me prélassant, j'ai réalisé que la motivation n'était plus là. Ce jour-là, âgé de 25 ans, j'ai décidé d'arrêter ma carrière. Décision que je n'ai jamais regrettée. J'avais été no 1, devenir no 2 ne m'intéressait pas. »
En Grand Chelem, il a joué en double avec Jimmy Connors à l'Open d'Australie 1974, Guillermo Vilas à Roland-Garros (demi-finale) et Wimbledon en 1975, mais aussi avec Rod Laver à l'US Open en 1975.

### Retraite
À la suite de la saison 1981, il ne dispute plus qu'un tournoi ATP en 1982 à Monte-Carlo chez lui où il perd en quarts de finale contre Yannick Noah. Il s'oriente en cette année vers les tournois sur invitation et autres exhibitions, il y remporte 4 titres : Cascais, Tokyo, le Caire et Sydney.
Il annonce officiellement son départ à la retraite le 23 janvier 1983, usé à seulement 26 ans et demi mais après une dizaine d'années en compétition en raison de sa précocité, ce qui provoque un choc et un vide dans le monde du tennis. Son plus grand rival, John McEnroe, tentera même de le convaincre de revenir. Il joue ensuite à Monte-Carlo où il perd contre Henri Leconte et en 1984 à Stuttgart avec une nouvelle défaite face à Leconte. Il participe à quelques autres tournois ou exhibitions dont il rapporte deux titres : Osaka en 1984 et Tokyo en 1985.
Après quelques matchs d'exhibition, il tente un retour à la compétition en 1991, à 35 ans, par le biais d'invitations, mais utilisant toujours sa vieille raquette en bois peu efficace comparée aux raquettes modernes, il accumule les défaites au premier tour. En 1991, il joue un match sur terre battue à Monte-Carlo, qu'il perd en 2 sets, puis en 1992, ce seront 8 matchs (terre battue, dur, dur indoor) à Nice, Monte-Carlo, Munich, Washington, Los Angeles, Bordeaux, Bâle et Toulouse qu'il perd en 2 sets (il joue 2 tie break et encaisse deux 7-0). 1993 est plus encourageant puisqu'il joue 3 matchs et remporte à chaque fois un set. Sur dur indoor à San Francisco, il remporte le deuxième set mais perd 4-6 dans le troisième. À Saragosse, où il retrouve la moquette indoor cette fois, il remporte le deuxième 7-5 et perd le dernier 5-7. Son douzième et ultime match sera sur moquette en indoor à Moscou ; là, il remporte le premier set 6-4 et obtient une balle de match dans le tie-break du troisième set qu'il perd finalement 7-9 contre Alexander Volkov classé 17e mondial (12e en été) et local de l'épreuve (le Russe déclare ensuite forfait pour le tour suivant).

## Hors des courts
Il se marie avec la joueuse professionnelle Mariana Simionescu à Bucarest le 24 juillet 1980. Ils divorcent en 1984. En 1985, il a un enfant, Robin, issu d'une longue relation avec Jannike Björling. Il a ensuite été marié en 1989 à la chanteuse italienne Loredana Bertè qui fut en 1973 la compagne d'Adriano Panatta ; c'est ce dernier qui les aurait d'ailleurs présentés à l'époque. Ils se séparent en 1992. Il se marie une troisième fois en 2002 avec Patricia Östfeldt, avec qui il a un fils, Leo, devenu joueur de tennis. Loredana Bertè porte alors plainte contre lui pour bigamie, car leur divorce n'aurait pas eu lieu.
Après sa carrière, il eut des problèmes avec le fisc suédois et fut contraint de déposer le bilan de sa société Björn Borg Design Group. Dans les années 1990, il relance cependant la marque Björn Borg.
En 1989, il aurait tenté de mettre fin à ses jours en avalant des somnifères. C'est ce que les rapports médicaux ont conclu, cependant Borg nie un tel acte et prétexte qu'il voulait se soigner à la suite d'une intoxication alimentaire au poisson.
En mars 2006, il décide de vendre ses cinq trophées de Wimbledon et deux raquettes pour raisons financières avant de se raviser, à la suite de pressions d'anciens joueurs comme McEnroe, Agassi et Noah.
En 2008, mort de son entraîneur Lennart Bergelin.

### Laver Cup
De 2017 à fin 2024, il est le capitaine de l'équipe européenne lors de la Laver Cup.

## Faits de carrière

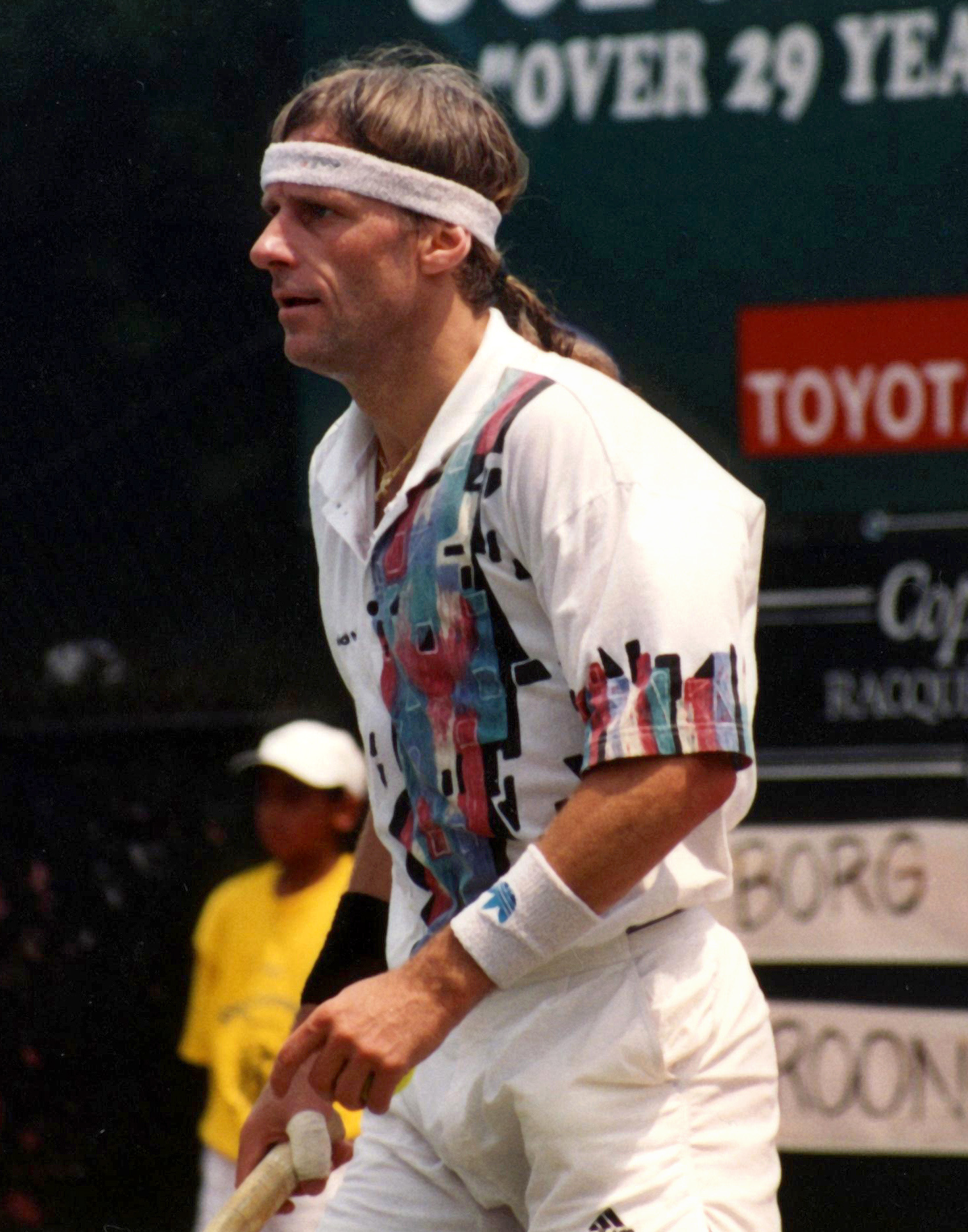
Björn Borg en 1991.

Björn Borg fut réputé pour l'impassibilité désarmante qu'il affichait sur le court, et qui créait un contraste violent avec les attitudes plus impulsives et excentriques de ses plus grands rivaux de l'époque, tels John McEnroe, Jimmy Connors ou Ilie Năstase. Son extrême concentration et cette faculté à gérer totalement ses émotions lui valurent le surnom d'Iceborg. Ilie Năstase, alors no 1 mondial, le qualifia par ailleurs d'extra-terrestre en raison de la régularité mécanique dont le Suédois faisait preuve, ainsi que de sa quasi-invincibilité à Roland-Garros et Wimbledon.
Borg a été no 1 mondial à l'issue de deux saisons, en 1979 et 1980, et élu cinq années de suite meilleur joueur de l'année. Il est l'un des sportifs les plus populaires des années 1970. Sa célébrité dépasse d’ailleurs largement le domaine du sport, ce qui lui a permis de décrocher des contrats avec diverses entreprises, devenant ainsi l'un des précurseurs en la matière. Dès 1974, il signe avec les plus grandes marques sportives, notamment Fila pour ses vêtements. En 1977, huit marques différentes le sponsorisent et, en fin de carrière, il assurait la publicité d'une quarantaine de produits dans le monde.
Il fut connu pour avoir un rythme cardiaque exceptionnellement bas (45 pulsations par minute au repos), ce qui était en réalité une légende sans doute destinée à justifier sa remarquable endurance ainsi que sa capacité à garder son sang-froid dans les moments les plus tendus au cours de ses matchs. Il faisait preuve, en revanche, d'une vitesse de pointe élevée et d'une endurance importante : en 1976, il dépasse notamment, lors d’un 600 m steeple, le sprinter Guy Drut, médaillé d’or du 110 m haies aux Jeux olympiques de Montréal.
Björn Borg a dominé le tennis professionnel masculin à la fin des années 1970 et au début des années 1980. Il a remporté le tournoi de Wimbledon cinq années de suite (1976 à 1980) et les Internationaux de France de tennis à six reprises entre 1974 et 1981. Il a remporté, de 1978 à 1980, ces deux tournois à l'intérieur d'une même année, dont la finale contre John McEnroe, le 5 juillet 1980, qui est considérée comme un des plus grands matchs de toute l'histoire du tennis. En revanche, il n'a jamais réussi à s'imposer à l'US Open de tennis, que ce soit à Forest Hills (sur terre battue de 1975 à 1977), ou à Flushing Meadows sur dur, ayant perdu quatre finales, deux contre Jimmy Connors et deux contre John McEnroe.
Du 2 juillet 1977 au 7 juin 1981, Borg aura été invaincu sur la terre battue parisienne ainsi que sur le gazon londonien.
Borg jouait avec une raquette en bois Donnay. Il a révolutionné le tennis avec son coup droit et son revers à deux mains liftés, ainsi que par sa prise de raquette novatrice qui améliorait de façon considérable sa qualité de frappe de balle. Spécialiste des échanges de fond de court et surtout doué d'une force de concentration importante et d'une détermination exceptionnelle pendant près de dix ans, il finit néanmoins par connaître une période de saturation extrême, expliquée par sa précocité et la surmédiatisation dont il était l'objet, et qui l'amena à prendre une semi-retraite à seulement vingt-cinq ans.

## Style de jeu
Borg était essentiellement un attaquant de fond de court qui sut adapter son jeu en fonction des surfaces jouées.
Sur terre battue, puis sur dur, il adopta un jeu de baseliner/contreur puissant, basé sur un grand service frappé à plat, sur des relances percutantes, sur de grandes capacités défensives mais aussi sur une qualité de frappe inédite pour son époque.
Quoique doté d'un coup droit frappé à plat particulièrement incisif, il fut réputé pour être l'un des premiers joueurs, avec Guillermo Vilas, à faire du coup droit lifté une arme maîtresse, et possédait un sens tactique développé qui l'aidait occasionnellement à pousser ses rivaux dans un jeu plus patient et constructif qu'il pouvait assumer grâce à son exceptionnelle endurance. Ce coup droit, très lifté, est directement inspiré de sa pratique du tennis de table (son père était un bon joueur de ping-pong) et son revers à deux mains est inspiré du hockey sur glace qu'il a pratiqué durant son enfance.
Borg ne fut pas un attaquant naturel mais il adapta son jeu aux surfaces rapides, notamment en raccourcissant le temps de préparation de ses coups, pour dominer le tennis sur gazon et s'imposer à cinq reprises à Wimbledon et à deux reprises au Masters. Il fit preuve sur herbe d'une plus grande audace, adoptant un style plus académique, jouant régulièrement le service-volée, le chip and charge (attaque coupée avec finition à la volée) et démontrant une certaine efficacité dans les filières courtes .
Björn Borg fut longtemps perçu, à tort, comme un joueur exclusivement défensif. Son jeu de fond de court, qu'il développa seul en s'entraînant contre la porte du garage de ses parents, faute d'adversaires ou de courts disponibles, était beaucoup plus complet que celui des « crocodiles » qui l’avaient précédé ou qui jouaient en même temps que lui sur le circuit : ces derniers se contentaient le plus souvent de renvoyer la balle continuellement pour battre leur adversaire à l'usure. Borg était quant à lui un joueur bien plus polyvalent, capable de construire méthodiquement ses points et d'alterner les filières avec aisance, passant de longs échanges en fond de court à des offensives au filet.
Outre son jeu de jambes remarquable, il possédait également un excellent passing-shot qui lui fut particulièrement précieux face aux grands serveurs-volleyeurs de son temps, dont notamment John McEnroe. Son retour de service compte parmi les meilleurs des années 70 avec celui de Jimmy Connors, et son service était redoutable, particulièrement sa première balle qui lui permettait de délivrer des aces avec une grande régularité. En coup droit, sa prise de raquette western lui permettait d’accélérer à sa guise ou de défendre selon la surface, et son revers à deux mains était notamment l’un des plus solides du circuit. Ces deux coups furent peu conventionnels, à une époque où la majorité des joueurs employaient un revers à une main et un coup droit à la puissance plus limitée et à la précision plus aléatoire.
Borg n’avait aucune véritable faiblesse dans son jeu mais demeurait, selon son propre aveu, moins déterminant à la volée. Une lacune qui pourrait être expliquée par le fait qu'il tendait ses raquettes à plus de trente kilos, ce qui était sans précédent pour une raquette en bois à « petit » tamis.

## Palmarès

### En Grand Chelem
Björn Borg a marqué l'histoire du tennis en Grand Chelem, notamment en devenant le 1er joueur de l'ère Open à remporter plus de 5 titres. Il portera ce record à 11 unités en 1981 et le conservera pendant une vingtaine d'années, jusqu'à ce que Pete Sampras le batte en 1999.
Le Suédois et Novak Djokovic sont les seuls à s'être imposé au moins trois fois à Roland Garros et à Wimbledon. Rafael Nadal et Björn Borg sont les seuls à s'être imposé plus de trois fois à Roland Garros, le Suédois y est le 2e joueur le plus couronné. Sa série de cinq titres sur le gazon de Wimbledon est restée un record jusqu'à ce qu'il soit dépassé par Roger Federer (huit titres, dont cinq consécutifs).

#### Victoires: 11
| Année | Tournoi           | Adversaire en finale | Score                   |
| 1974  | Roland-Garros     | Manuel Orantes       | 2-6, 6-7, 6-0, 6-1, 6-1 |
| 1975  | Roland-Garros (2) | Guillermo Vilas      | 6-2, 6-3, 6-4           |
| 1976  | Wimbledon         | Ilie Năstase         | 6-4, 6-2, 9-7           |
| 1977  | Wimbledon (2)     | Jimmy Connors        | 3-6, 6-2, 6-1, 5-7, 6-4 |
| 1978  | Roland-Garros (3) | Guillermo Vilas      | 6-1, 6-1, 6-3           |
| 1978  | Wimbledon (3)     | Jimmy Connors        | 6-2, 6-2, 6-3           |
| 1979  | Roland-Garros (4) | Víctor Pecci         | 6-3, 6-1, 6-7, 6-4      |
| 1979  | Wimbledon (4)     | Roscoe Tanner        | 6-7, 6-1, 3-6, 6-3, 6-4 |
| 1980  | Roland-Garros (5) | Vitas Gerulaitis     | 6-4, 6-1, 6-2           |
| 1980  | Wimbledon (5)     | John McEnroe         | 1-6, 7-5, 6-3, 6-7, 8-6 |
| 1981  | Roland-Garros (6) | Ivan Lendl           | 6-1, 4-6, 6-2, 3-6, 6-1 |

#### Finales: 5
| Année | Tournoi                | Adversaire en finale | Score                   |
| 1976  | US Open (Forest Hills) | Jimmy Connors        | 6-4, 3-6, 7-6, 6-4      |
| 1978  | US Open (2)            | Jimmy Connors        | 6-4, 6-2, 6-2           |
| 1980  | US Open (3)            | John McEnroe         | 7-6, 6-1, 6-7, 5-7, 6-4 |
| 1981  | Wimbledon              | John McEnroe         | 4-6, 7-6, 7-6, 6-4      |
| 1981  | US Open (4)            | John McEnroe         | 4-6, 6-2, 6-4, 6-3      |

### Palmarès officiel (reconnu par l'ATP)
Björn Borg est le 8e joueur le plus titré de l'histoire. Il a soulevé 64 trophées en simple, dont 11 titres du Grand Chelem soit le 5e total dans l'ère open (depuis 1968).
Le Suédois s'est illustré notamment sur terre battue mais aussi moquette, il est le 5e joueur le plus titré sur ces surfaces avec respectivement 30 et 22 titres. Il fait aussi partie des dix joueurs à avoir remporté au moins 7 titres sur gazon.
(Voir Records de titres au tennis pour les joueurs les plus titrés de l'histoire).
| Catégorie \ Surface | Dur | Terre | Gazon | Moquette | Total |
| Grand Chelem        | 0   | 6     | 5     | —        | 11    |
| Masters             | 0   | —     | 0     | 2        | 2     |
| Masters WCT         | —   | —     | —     | 1        | 1     |
| Championship Series | 4   | 8     | —     | 3        | 15    |
| Autres tournois     | 1   | 16    | 2     | 16       | 35    |
| Total               | 5   | 30    | 7     | 22       | 64    |

| Catégorie \ Surface | Dur | Terre | Gazon | Moquette | Total |
| Grand Chelem        | 3   | 1     | 1     | —        | 5     |
| Masters             | 1   | —     | 0     | 1        | 2     |
| Masters WCT         | —   | —     | —     | 3        | 3     |
| Championship Series | 2   | 2     | —     | 1        | 5     |
| Autres tournois     | 2   | 3     | 0     | 5        | 10    |
| Total               | 8   | 6     | 1     | 10       | 25    |

## Parcours dans les grandes compétitions
Björn Borg a atteint la finale de 14 des 15 "Grands Tournois" : les 4 Grand Chelem, les Masters (l'officiel et le WCT) ainsi que les 9 Grand Prix Championship Series. Il n'y a qu'à l'Open d'Australie que le Suédois n'a pas joué de finale - il n'y a cependant pris part qu'une fois.
Sur ces 14 événements il y en a deux que Björn Borg n'a pas réussi à remporter : 
- Philadelphie : une finale perdue en 1976,
- Indianapolis : une finale perdue en 1974.

### EnGrand Chelem
Björn Borg a marqué l'histoire du tennis en devenant le 1er joueur de l'ère open à remporter un même tournoi du Grand Chelem cinq fois consécutivement - Wimbledon. En atteignant la finale l'année suivante il totalise une série de 41 matchs gagnés sur le gazon londonien. Cette série de victoires demeure - aujourd'hui encore - le record d'invincibilité dans un tournoi du Grand Chelem. Il est codétenu par Roger Federer qui a remporté 41 matchs d'affilée à Wimbledon et à l'US Open.
En simple
| Année | Open d'Australie | Open d'Australie | Internationaux de France | Internationaux de France | Wimbledon      | Wimbledon        | US Open        | US Open        |
| ----- | ---------------- | ---------------- | ------------------------ | ------------------------ | -------------- | ---------------- | -------------- | -------------- |
| 1973  | —                | —                | 1/8 de finale            | Adriano Panatta          | 1/4 de finale  | Roger Taylor     | 1/8 de finale  | Nikola Pilić   |
| 1974  | 1/8 de finale    | Phil Dent        | Victoire                 | Manuel Orantes           | 3e tour (1/16) | Ismail El Shafei | 2e tour (1/32) | Vijay Amritraj |
| 1975  | —                | —                | Victoire                 | Guillermo Vilas          | 1/4 de finale  | Arthur Ashe      | 1/2 finale     | Jimmy Connors  |
| 1976  | —                | —                | 1/4 de finale            | Adriano Panatta          | Victoire       | Ilie Năstase     | Finale         | Jimmy Connors  |
| 1977  | —                | —                | —                        | —                        | Victoire       | Jimmy Connors    | 1/8 de finale  | Dick Stockton  |
| 1978  | —                | —                | Victoire                 | Guillermo Vilas          | Victoire       | Jimmy Connors    | Finale         | Jimmy Connors  |
| 1979  | —                | —                | Victoire                 | Víctor Pecci             | Victoire       | Roscoe Tanner    | 1/4 de finale  | Roscoe Tanner  |
| 1980  | —                | —                | Victoire                 | Vitas Gerulaitis         | Victoire       | John McEnroe     | Finale         | John McEnroe   |
| 1981  | —                | —                | Victoire                 | Ivan Lendl               | Finale         | John McEnroe     | Finale         | John McEnroe   |

N.B. : à droite du résultat se trouve le nom de l'ultime adversaire.
N.B. 2 : En 1977, l'Open d'Australie se tient en janvier puis de nouveau en décembre, Björn Borg ne participe à aucun des deux tournois, à partir de 1978 l'Open d'Australie se déroule en décembre - et jusqu'en 1985.
En double
| Année | Open d'Australie                                                                 | Open d'Australie                                                            | Internationaux de France                                                             | Internationaux de France                                                                   | Wimbledon                                                                        | Wimbledon                                                                      | US Open                                                                           | US Open |
| ----- | -------------------------------------------------------------------------------- | --------------------------------------------------------------------------- | ------------------------------------------------------------------------------------ | ------------------------------------------------------------------------------------------ | -------------------------------------------------------------------------------- | ------------------------------------------------------------------------------ | --------------------------------------------------------------------------------- | ------- |
| 1972  | —                                                                                | —                                                                           | —                                                                                    | —                                                                                          | —                                                                                | —                                                                              | 1er tour (1/32) O. Bengtson \|\| style="text-align:left;" \| J. Paish A. Pattison |         |
| 1973  | —                                                                                | —                                                                           | 2e tour (1/16) K. Johansson \|\| style="text-align:left;" \| T. Gorman E. Van Dillen | 2e tour (1/16) T. Svensson \|\| style="text-align:left;" \| J. Cooper N. Fraser            | 2e tour (1/16) R. Norberg \|\| style="text-align:left;" \| J. Lloyd B.C. Mottram |                                                                                |                                                                                   |         |
| 1974  | 1/8 de finale J. Connors \|\| style="text-align:left;" \| I. Fletcher K. Warwick | 1/2 finale A. Metreveli \|\| style="text-align:left;" \| D. Crealy O. Parun | 1er tour (1/32) O. Bengtson \|\| style="text-align:left;" \| R. Lutz S. Smith        | 2e tour (1/16) O. Bengtson \|\| style="text-align:left;" \| J. Loyo Mayo B. Phillips-Moore |                                                                                  |                                                                                |                                                                                   |         |
| 1975  | —                                                                                | —                                                                           | 1/2 finale G. Vilas \|\| style="text-align:left;" \| B. Gottfried R. Ramírez         | 2e tour (1/16) G. Vilas \|\| style="text-align:left;" \| J. Austin C. Owens                | 1/8 de finale R. Laver \|\| style="text-align:left;" \| P. Dent W. Lloyd         |                                                                                |                                                                                   |         |
| 1976  | —                                                                                | —                                                                           | —                                                                                    | —                                                                                          | 1/8 de finale G. Vilas \|\| style="text-align:left;" \| R. Case G. Masters       | 2e tour (1/16) W. Fibak \|\| style="text-align:left;" \| F. Stolle C. Graebner |                                                                                   |         |

N.B. : le nom du ou de la partenaire se trouve sous le résultat ; le nom des ultimes adversaires se trouve à droite.

### Aux Masters
Le Masters a un déroulement particulier : les 8 meilleurs joueurs de la saison sont répartis en 2 groupes. 3 matchs de poules (round robin) permettent de déterminer les 2 meilleurs de chaque groupe, ainsi qualifiés pour les demi-finales. L'édition de 1974 s'est déroulée sur Gazon et celle de 1975 sur dur intérieur. Toutes les autres sur moquette en intérieur.
De 1971 à 1989 le circuit WCT organise aussi un Masters. 8 joueurs sont invités et s'affrontent sur moquette en intérieur dans un tableau à élimination directe.
| Année      | 1974                 | 1975                | 1976                     | 1977                 | 1978                | 1979                      | 1980                | 1981 |
| ---------- | -------------------- | ------------------- | ------------------------ | -------------------- | ------------------- | ------------------------- | ------------------- | ---- |
| Masters    | Round Robin          | Finale Ilie Năstase | —                        | Finale Jimmy Connors | —                   | Victoire Vitas Gerulaitis | Victoire Ivan Lendl | —    |
|            |                      |                     |                          |                      |                     |                           |                     |      |
| WCT Finals | Finale John Newcombe | Finale Arthur Ashe  | Victoire Guillermo Vilas | 1/2 finale Forfait   | Finale John McEnroe | —                         | —                   | —    |

### EnGrand Prix Championship Series
Les Grand Prix Championship Series sont, après les Grands Chelems et les Masters, les événements les plus importants du circuit. La catégorie fut créée en 1970 et compte 9 tournois, ils sont les prédécesseurs des Masters 1000.
Björn Borg à co-détenu - avec 3 autres joueurs - le record de titres à Monte-Carlo (3), battu par Rafael Nadal en 2008.
| Année | Philadelphie            | Monte-Carlo                 | Las Vegas           | Rome                     | Los Angeles (jusqu'en 1973) puis Indianapolis (1974-1977) puis Hambourg | Canada (Boston 1976 & 1977) | Stockholm                     | Boston (jusqu'en 1974) puis Washington (1975-1977) puis Tokyo | Johannesburg (jusqu'en 1974) puis Boston (1975) puis Londres |
| ----- | ----------------------- | --------------------------- | ------------------- | ------------------------ | ----------------------------------------------------------------------- | --------------------------- | ----------------------------- | ------------------------------------------------------------- | ------------------------------------------------------------ |
| 1971  | -                       | -                           | -                   | -                        | -                                                                       | -                           | 1er tour Ž. Franulović        | -                                                             | -                                                            |
| 1972  | -                       | -                           | -                   | -                        | -                                                                       | -                           | 1/8 de finale Andrew Pattison | -                                                             | -                                                            |
| 1973  | -                       | Finale I. Năstase           | -                   | -                        | 1er tour Paul Kronk                                                     | 1/4 de finale M. Orantes    | Finale T. Gorman              | -                                                             | -                                                            |
| 1974  | 3e tour T. Roche        | -                           | -                   | Victoire I. Năstase      | Finale J. Connors                                                       | 1/4 de finale G. Vilas      | 1/2 finale T. Okker           | Victoire T. Okker                                             | -                                                            |
| 1975  | 3e tour R. Lutz         | 1/4 de finale J. Lloyd      | -                   | 1/4 de finale R. Ramirez | -                                                                       | 1/8 de finale H.-J. Ploetz  | 1/2 finale J. Connors         | -                                                             | Victoire G. Vilas                                            |
| 1976  | Finale J. Connors       | 1/4 de finale W. Fibak      | -                   | -                        | -                                                                       | Victoire H. Solomon         | 1/4 de finale B. Gottfried    | -                                                             | -                                                            |
| 1977  | 2e tour R. Moore        | Victoire C. Barazzutti      | -                   | -                        | -                                                                       | -                           | -                             | -                                                             | Victoire J. Lloyd                                            |
| 1978  | 1/4 de finale R. Tanner | -                           | -                   | Victoire A. Panatta      | -                                                                       | -                           | 1/2 finale J. McEnroe         | Victoire B. Teacher                                           | -                                                            |
| 1979  | -                       | Victoire V. Gerulaitis      | Victoire J. Connors | -                        | 1/8 de finale E. Teltscher                                              | Victoire J. McEnroe         | -                             | Victoire J. Connors                                           | -                                                            |
| 1980  | -                       | Victoire G. Vilas           | Victoire H. Solomon | -                        | -                                                                       | Finale I. Lendl             | Victoire J. McEnroe           | 1/4 de finale B. Scanlon                                      | -                                                            |
| 1981  | -                       | 1er tour Victor Pecci       | -                   | -                        | -                                                                       | -                           | -                             | 1/8 de finale Tim Gullikson                                   | -                                                            |
| 1982  | -                       | 1/4 de finale Yannick Noah  | -                   | -                        | -                                                                       | -                           | -                             | -                                                             | -                                                            |
| 1983  | -                       | 1/8 de finale Henri Leconte | -                   | -                        | -                                                                       | -                           | -                             | -                                                             | -                                                            |

N.B. : sous le résultat se trouve le nom de l’ultime adversaire.
N.B. 2 : lors d'une tentative de retour, Björn Borg a participé à Monte-Carlo en 1991 et 1992 ; sans toutefois parvenir à passer un tour.

### En Coupe Davis
| Année | Date            | Nation Rencontrée | Surface      | Adversaire                       | Score1                                  |
| ----- | --------------- | ----------------- | ------------ | -------------------------------- | --------------------------------------- |
| 1972  | 5-7 mai         | Nouvelle-Zélande  | Terre battue | Onny Parun Jeff Simpson          | + 4-6 3-6 6-3 6-4 6-4 + 9-7 6-4 5-7 6-1 |
| 1972  | 19-21 mai       | Tchécoslovaquie   | Terre battue | Jan Kodeš František Pala         | - 6-2 6-3 7-5 - 6-4 6-4 6-4             |
| 1973  | 4-6 mai         | Maroc             | Terre battue | Omar Laimina Ahmed Ben Omar      | + 6-3 6-2 6-1 + 6-1 6-0 6-1             |
| 1973  | 18-20 mai       | Espagne           | Terre battue | Manuel Orantes Antonio Muñoz     | - 6-1 6-2 6-1 + 5-7 6-3 6-3 3-6 7-5     |
| 1974  | 17-19 mai       | Pologne           | Terre battue | Tadeusz Nowicki Wojtek Fibak     | + 2-6 6-2 0-6 6-1 6-1 + 6-0 6-4 6-3     |
| 1974  | 24-26 mai       | Pays-Bas          | Terre battue | Rolf Thung Fred Hemmes           | + 4-6 6-4 6-1 6-1 + 6-3 6-3 6-1         |
| 1974  | 19-21 juillet   | Italie            | Terre battue | Paolo Bertolucci Adriano Panatta | + 7-5 6-1 6-0 + 6-4 4-6 9-7 6-3         |
| 1975  | 2-4 mai         | Pologne           | Terre battue | Henryk Drzymalski Wojtek Fibak   | + 6-0 6-0 6-2 + 6-4 6-1 8-6             |
| 1975  | 16-18 mai       | Allemagne         | Terre battue | Karl Meiler Hans-Jürgen Pohmann  | + 6-1 14-12 8-6 + 3-6 6-0 6-0 6-3       |
| 1975  | 18-20 juillet   | Russie            | Terre battue | Alex Metreveli Anatoli Volkov    | + 7-5 6-3 6-3 + 8-6 6-1 6-0             |
| 1975  | 25-27 juillet   | Espagne           | Terre battue | José Higueras Manuel Orantes     | + 6-3 6-1 6-1 + 6-4 6-2 6-2             |
| 1975  | 19-21 septembre | Chili             | Terre battue | Patricio Cornejo Jaime Fillol    | + 3-6 6-4 7-5 6-3 + 6-1 6-2 6-1         |
| 1975  | 19-21 décembre  | Tchécoslovaquie   | Moquette     | Jiří Hřebec Jan Kodeš            | + 6-1 6-3 6-0 + 6-4 6-2 6-2             |
| 1978  | 17-19 mars      | Irlande           | Dur (int.)   | Michael Hickey Sean Sorensen     | + 6-1 6-1 6-0 + 6-0 6-2 6-0             |
| 1978  | 16-18 juin      | Yougoslavie       | Terre battue | Zoltan Ilin Željko Franulović    | + 6-0 6-0 6-2 + 6-2 6-2 9-7             |
| 1978  | 14-16 juillet   | Espagne           | Terre battue | Manuel Orantes José Higueras     | + 6-2 5-7 6-3 6-3 + 6-1 6-4 6-2         |
| 1978  | 15-17 septembre | Hongrie           | Terre battue | Péter Szőke                      | + 6-2 6-0 6-0                           |
| 1978  | 6-8 octobre     | États-Unis        | Moquette     | Arthur Ashe Vitas Gerulaitis     | + 6-4 7-5 6-3 + 6-3 6-1                 |
| 1979  | 13-15 juillet   | Roumanie          | Terre battue | Dimitru Haradau Ilie Năstase     | + 6-3 6-0 6-1 + 6-3 6-0 6-0             |
| 1979  | 14-16 septembre | Tchécoslovaquie   | Terre battue | Ivan Lendl                       | + 6-4 7-5 6-2                           |
| 1980  | 10-13 mai       | Allemagne         | Terre battue | Rolf Gehring Klaus Eberhard      | + 6-1 6-1 6-2 + 6-2 5-7 6-0 6-0         |

- 1 (+) = Victoire (-) = Défaite

## Records et Statistiques
| Année     | 1973 | 1974 | 1975 | 1976 | 1977 | 1978 | 1979 | 1980 | 1981 |
| --------- | ---- | ---- | ---- | ---- | ---- | ---- | ---- | ---- | ---- |
| AUS Open  | Abs  | 3T   | Abs  | Abs  | Abs  | Abs  | Abs  | Abs  | Abs  |
| R-Garros  | 1/8  | V    | V    | 1/4  | Abs  | V    | V    | V    | V    |
| Wimbledon | 1/4  | 3T   | 1/4  | V    | V    | V    | V    | V    | F    |
| US Open   | 1/8  | 2T   | 1/2  | F    | 1/8  | F    | 1/4  | F    | F    |
| Masters   | Abs  | RR   | F    | Abs  | F    | Abs  | V    | V    | Abs  |
| Rang      | 18   | 3    | 3    | 2    | 3    | 2    | 1    | 1    | 4    |

### Records
Records encore détenus :
- Meilleur pourcentage de victoires dans les tournois du Grand Chelem : 89,8 %
- Meilleur pourcentage de victoires contre le top 10 : 70,5 %
- Meilleur pourcentage de victoires à Wimbledon : 92,72 %
- Meilleur ratio titres / participations dans les tournois du Grand Chelem : 41 %
- Meilleur ratio titres / participations à Wimbledon : 55,6 %
- Meilleur ratio finales / participations dans les tournois du Grand Chelem : 59,3 %
- Meilleur ratio demi-finales / participations dans les tournois du Grand Chelem : 63 %
- Plus grand nombre de finales de tournoi du Grand Chelem remporté en 5 sets : 6
- Plus grand nombre de victoires consécutives en cinq sets : 14
- Plus grand nombre de victoires sur le tenant du titre d'un tournoi du Grand Chelem : 7
- Plus grand nombre de sets consécutifs remportés dans un même tournoi du Grand Chelem : 41 (Roland-Garros)
- Plus grand nombre de doublés Roland-Garros / Wimbledon : 3 (consécutif)
- Plus petit nombre de jeux perdus par un vainqueur dans un tournoi du Grand Chelem : 32 (Roland-Garros)
- Premier et seul à posséder la combinaison de 6 Roland-Garros et 5 Wimbledon
- Titres du Grand Chelem par âge (précocité) : 5 et 6 titres à 22 ans ; 7 et 8 titres à 23 ans ; 9 et 10 titres à 24 ans ; 11 titres à 25 ans
- Plus grand nombre de victoires consécutives dans un même tournoi du Grand Chelem : 41 (Wimbledon).

Records codétenus :
- Plus grand nombre de titres consécutifs à Wimbledon : 5 (avec Roger Federer)
- Plus grand nombre de tournois consécutifs remportés sur le circuit ATP : 8 (avec Ivan Lendl)

Record anciennement détenu :
- Historiquement reconnu pour son record de victoires à Roland-Garros (6 victoires entre 1974 et 1981), il est longtemps considéré comme le meilleur joueur sur terre battue de tous les temps. En 2012, il est devancé par Rafael Nadal qui ajoute une septième victoire à son palmarès. Un an plus tard, lors d'une interview officielle à Roland Garros, Björn Borg déclare : « Il est incroyable. C'est le meilleur joueur sur terre battue de l'histoire ! »[31].
- Il détenait précédemment le record de titres de tournoi du Grand Chelem sans perdre un set (3), battu par Rafael Nadal à Roland Garros 2020 (4).

### Statistiques
- Victoire dans les tie break : 50 %
- Victoire en finale : 72,7 %
- Victoire dans les sets décisifs (3e ou 5e set) : 75,9 %
- Victoire en 5 sets : 80 %
- 8 victoires après avoir été mené 2 sets à 0
- Aucune défaite après avoir mené 2 sets à 0

### Matchs remarquables
- Ces 9 matchs en 3 sets les plus courts en nombre de jeux :

6-0, 6-0, 6-1 : 1981 Roland Garros, 1/8, bat Terry Moor

6-0, 6-1, 6-0 : 1978 Roland Garros, 1/32, bat Rick Fagel	

6-0, 6-1, 6-0 : 1978 Roland Garros, 1/2, bat Corrado Barazzutti

6-0, 6-0, 6-2 : 1978 Belgrade Coupe Davis bat Zoltan Ilin

6-0, 6-0, 6-2 : 1975 Varsovie Coupe Davis bat Henrik Drzymalski

6-1, 6-0, 6-1 : 1973 Rabat Coupe Davis bat Ahmed Ben Omar

6-0, 6-2, 6-0 : 1978 Dublin Coupe Davis bat Sean Sorensen

6-1, 6-1, 6-0 : 1978 Dublin Coupe Davis bat Michael Hickey

6-2, 6-0, 6-0 : 1978 Bastad Coupe Davis bat Péter Szőke
- Ces 3 matchs en 5 sets les plus longs en nombre de jeux :

1-6, 7-5, 6-3, 6-7, 8-6 : 1980 Wimbledon, finale, bat John McEnroe

7-6, 6-1, 6-7, 5-7, 6-4 : 1980 US Open, finale, perd contre John McEnroe

7-6, 3-6, 5-7, 7-6, 6-2 : 1975 Dallas, 1/2, bat Rod Laver
- Autre double 6-0 :

3-6, 6-0, 6-0, 6-3 : 1975 Berlin Coupe Davis bat Hans-Jürgen Pohmann

6-2, 5-7, 6-0, 6-0 : 1980 Bastad Coupe Davis bat Klaus Eberhard

6-0, 6-0, 6-4 : 1977 Barcelone, 1/2, bat Eddie Dibbs

6-3, 6-0, 6-0 : 1979 Bucarest Coupe Davis bat Ilie Năstase

6-0, 6-0 : 1977 Barcelone, 1/32, bat Rafael Ruiz		

6-0, 6-0 : 1978 Milan, 1/8, bat Željko Franulović

6-0, 6-0 : 1978 Bastad, 1/8, Robert Carmichael
- 3 tie break :

6-7, 7-6, 7-6 : 1979 Tokyo, 1/16, Victor Amaya

### Série de victoires
Björn Borg possède le ratio record de 84,11 % de victoires sur le circuit après son départ en semi-retraite fin 1981 ; 83,98 % après son départ à la retraite et son dernier match sur le circuit ATP à Stuttgart en 1984 ; 82,60 % après son retour de 1991 à 1993.
Il ne possède pas le record de la série de matchs victorieux sans défaite sur le circuit ATP détenu par Guillermo Vilas (46 victoires), notamment du fait de défaites par forfait ou abandon venant couper en deux ses séries. À partir de la saison 1977 il ne compte que très peu de défaites par an : pendant un an de mai 1979 à mai 1980, il ne compte qu'une défaite, un abandon et un forfait. Sur terre battue, il est quasi imbattable, après ses trois défaites de 1976 contre Wojtek Fibak en avril à Monte-Carlo, Adriano Panatta en mai à Roland-Garros et Jimmy Connors en septembre à l'US Open, il ne compte plus que deux défaites contre Guillermo Vilas en mai 1980 à Düsseldorf et Víctor Pecci en avril 1981 à Monte-Carlo, ainsi que deux défaites par abandon contre Dick Stockton en août 1977 à l'US Open (blessure au pectoral droit qui l'empêche de servir depuis le début du tournoi) et Eliot Teltscher en mai 1979 à Hambourg. Il cumule 96 victoires sur terre battue entre la défaite de l'US Open 1976 et celle de la World Team Cup 1980, seul deux abandons interrompent cette série qui compterait donc 104 victoires avec les titres des deux tournois où il dut abandonner, l'US Open 1977 et Hambourg 1979. En 1980, il ne compte que 4 défaites Bill Scanlon, Guillermo Vilas, John McEnroe, Ivan Lendl, 1 abandon contre Ivan Lendl, 1 forfait contre Tomáš Šmíd (ce sont ses seules défaites face à Scanlon et Smid ; sa défaite contre Gene Mayer au Masters 1980 se joue en janvier 1981, elle n'est donc pas comptée).
Dans sa carrière, on peut relever trois séries de victoires, uniquement interrompues par des forfaits ou des abandons :

### Classement ATP en fin de saison
En simple
| Année | 1973 | 1974 | 1975 | 1976 | 1977 | 1978 | 1979 | 1980 | 1981 | 1982 | 1983 | 1984 |
| Rang  | 18   | 3    | 3    | 2    | 3    | 2    | 1    | 1    | 4    | 262  | 281  | 755  |

## Distinctions
- Depuis 2001, une rue porte son nom dans la ville de Södertälje.

## Cinéma
Björn Borg est incarné par Sverrir Gudnason dans le film Borg vs. McEnroe de Janus Metz Pedersen sorti en 2017. Dans ce même film, son fils Leo Borg joue son rôle à l'âge adolescent.